# Национально-демократическая партия Польши
Национа́льно-демократи́ческая па́ртия (пол. Narodowa Demokracja, или endecja — энде́ция) — польская правая националистическая партия, существовавшая в 1897—1947 годах.

## История

### Начало
Своё начало эндеция берёт после провала Январского восстания. В 1887 году польскими эмигрантами в Женеве во главе с Зигмунтом Милковским была основана Польская лига (пол. Liga Polska). В начале 1893 году партия была переименована в Национальную лигу во главе которой встали Роман Дмовский, Ян Поплавский и Зигмунт Балицкий.
В 1897 году была основана Национально-демократическая партия (пол. Stronnictwo Narodowo-Demokratyczne), сначала как тайная организация, а потом и как легальная партия. В программу партии входили политический прагматизм, развитие хозяйства и образование народа. По отношению к России, в состав которой тогда входила большая часть польских земель, программой партии было достижение большей культурной и политической автономии путём сотрудничества с Россией и переговоров с российским правительством.
Во время революции 1905 года партия поддерживала российские власти в борьбе с революцией, что стало следствием вооружённых столкновений сторонников НДП с социалистами из ППС и СДКПиЛ. В 1905 году НДП завершила своё организационное оформление, во время которого партийные структуры были созданы во всех 10 губерниях бывшего Царства Польского. Эндеки участвовали в выборах в Государственную думу. Депутаты от НДП стали основой для фракции Польское коло в Думах всех созывов.
Во время первой мировой войны НДП поддерживала Россию и Антанту в борьбе против Германии. НДП содействовала созданию польских Пулавского и Люблинского легионов в составе русской армии. В конце 1917 года Роман Дмовский создал в Лозанне Польский национальный комитет, который затем переехал в Париж.

### Вторая Польская республика
После создания независимой Польской республики была создана новая партия — Национально-демократический союз (пол. Związek Ludowo-Narodowy), которая вошла в правительственную коалицию Chjeno-Piast. Партия вела борьбу с революционным движением, поддерживала союз с западными державами против Советской России, выступала за полонизацию национальных меньшинств Польши. После майского переворота Пилсудского, НДП оказался в оппозиции к Санации. В 1928 году партия была переименована в Национальную партию (пол. Stronnictwo Narodowe). В это время партия активно прибегала к шовинистическим требованиям полонизации национальных меньшинств и антисемитским акциям. В 1926 году из партии отделилась ультраправая оппозиционная организация «Лагерь Великой Польши», а после её роспуска — Национально-радикальный лагерь (основан в 1934 году).

### Вторая мировая война
Во время Второй мировой войны НДП стал частью коалиции, которая сформировала польское правительство в изгнании. Он был тесно связан с Национальными вооруженными силами (Narodowe Siły Zbrojne), подпольной организацией, которая стала частью польского движения сопротивления.

### После войны
После второй мировой войны и установления коммунистической власти в Польше большинство эндеков эмигрировало на Запад, к новому режиму присоединились и другие — в частности, лидер Фаланги Болеслав Пясецкий, который был одним из организаторов католического движения.

## Преемственность
- Польская лига (Liga Polska) (1887—1893);
- Национальная лига (Liga Narodowa) (1893—1928);
- Национально-демократическая партия (Stronnictwo Narodowo-Demokratyczne) (1897—1919);
- Национально-демократический союз (Związek Ludowo-Narodowy) (1919—1928);
- Национальная партия (Stronnictwo Narodowe) (1928—1947).